# Campeonato Baiano 1937
In 1937 werd het 33ste Campeonato Baiano gespeeld voor voetbalclubs uit de Braziliaanse staat Bahia. De competitie werd gespeeld van 18 april 1937 tot 10 februari 1938 en werd georganiseerd door de FBF. Galícia werd voor het eerst kampioen. 

## Eindstand
| Plaats | Club                   | Wed. | W  | G | V | Saldo | Ptn. |
| ------ | ---------------------- | ---- | -- | - | - | ----- | ---- |
| 1.     | Galícia                | 12   | 11 | 0 | 1 | 34:10 | 22   |
| 2.     | Ypiranga               | 12   | 8  | 0 | 4 | 39:21 | 16   |
| 3.     | Botafogo               | 11   | 4  | 0 | 7 | 20:23 | 8    |
| 4.     | Bahia                  | 11   | 4  | 0 | 7 | 25:29 | 8    |
| 5.     | Fluminense de Salvador | 10   | 1  | 0 | 9 | 8:43  | 2    |

|  | Kampioen |

## Kampioen
| Campeonato Baiano de 1937 |
| ------------------------- |
| GALÍcia 1º Titel          |